# Stadio Tourbillon
Lo stadio Tourbillon (in francese Stade Tourbillon) è uno stadio sportivo situato a Sion, in Svizzera. È stato inaugurato nel 1968 ed ospita le partite casalinghe del Football Club de Sion, formazione che milita in Super League.
La struttura ha una capienza di circa 20 000 posti ed è utilizzata principalmente per il calcio.